# Alicja Jachiewicz
Alicja Jachiewicz-Szmidt (ur. 26 października 1948 w Olsztynie) – polska aktorka teatralna i filmowa.

## Życiorys
W 1970 po raz pierwszy zagrała w produkcji filmowej, wcielając się w postać Niteczki w serialu Kolumbowie, a 3 października 1971 miał miejsce jej debiut teatralny. W 1972 ukończyła studia aktorskie w Państwowej Wyższej Szkole Teatralnej w Krakowie.
Występowała w Bałtyckim Teatrze Dramatycznym im. Juliusza Słowackiego w Koszalinie (1971–1973), Teatrze Bagatela (1973–1974) i Teatrze Ludowym (1974–1977) w Krakowie oraz Teatrze im. Stefana Żeromskiego w Kielcach (1978–1982). Później związana z teatrami warszawskimi – Teatrem na Woli (1982–1986), Teatrem Narodowym (1986–1988) i Teatrem Polskim (1988–2001). W 2008 objęła kierownictwo lubelskiego teatru Enigmatic KUL.
Była członkinią komitetu poparcia Bronisława Komorowskiego przed wyborami prezydenckimi w 2010 i w 2015.
Wraz z mężem Stefanem Szmidtem powołała także Fundację Kresy 2000. Za jej działalność zostali nagrodzeni m.in. w 2003 nagrodą Pro publico bono, a w 2009 Nagrodą im. Władysława Hasiora. Odznaczona Krzyżem Kawalerskim Orderu Odrodzenia Polski (2015).

## Wybrana filmografia
Filmy
- 1971: Jak daleko stąd, jak blisko – Joasia
- 1971: Kocie ślady – jako porucznik Elżbieta
- 1972: Trzeba zabić tę miłość – Dzidzia
- 1972: Opętanie – Hanna Lipowska
- 1980: Bo oszalałem dla niej – Jadzia
- 1983: Akademia pana Kleksa – królowa, matka księcia Mateusza
- 1991: Kroll – matka Krolla
- 1995: Szamanka – matka „Włoszki”
- 2001: Przedwiośnie – Wielosławska
- 2003: Powiedz to, Gabi – pianistka Maria Egier
- 2005: Motór – matka Bazyla
- 2009: Generał Nil – Janina Fieldorf

Seriale TV
- 1970: Kolumbowie – Niteczka
- 1978: Rodzina Połanieckich – Teresa Krasławska, żona Hipolita Apolinarego Maszki
- 1979: Przyjaciele – Ligia Wiernikowa
- 1980: Królowa Bona – królewna Zofia, córka Bony i Zygmunta Starego
- 1980: Kariera Nikodema Dyzmy – Rena, dama z towarzystwa
- 1981: Najdłuższa wojna nowoczesnej Europy
- 1982: Popielec – Koczarkowa
- 1988: Pogranicze w ogniu – baronowa
- 1993: Czterdziestolatek. 20 lat później – babcia Lecha